# Stazione di Karlovac
La stazione di Karlovac (Željeznički kolodvor Karlovac in croato) è una stazione ferroviaria a servizio dell'omonima città croata. Sorge lungo la linea Fiume-Zagabria.

## Storia
La stazione fu aperta al traffico nel 1863. Sette anni più tardi Zagabria venne raggiunta dalla ferrovia per Budapest aumentando così l'importanza della linea. Il 6 settembre 1873 fu infine raggiunta la città di Fiume, unico porto dell'Ungheria.